# Raúl Ruiz Matarín
Raúl Ruiz Matarín (Alicante, 25 de marzo de 1990) es un futbolista español. Juega como lateral derecho, y su actual equipo es el Hércules CF de la Segunda División B, cedido por el AEK Larnaca chipriota.

## Trayectoria
Raúl inició su carrera en el Hércules CF, club donde militó desde alevín de segundo año siendo llamado por el club debido a sus tres grandes temporadas realizadas en el equipo donde empezó su carrera futbolística, Sporting Plaza de Argel. Allí, jugando como delantero en fútbol 7, llegó a pasar en alguna temporada de los 70 goles despuntando y llamando la atención del Hércules CF y del Alicante CF. Tras la llegada de Juan Carlos Mandiá como entrenador herculano, Raúl comenzó a entrenar con el primer equipo y en la temporada 2008-09 disputó todos los partidos de la Copa del Rey de fútbol del Hércules, y es habitual en las alineaciones de liga.
El 20 de diciembre de 2008, anotó su primer gol con el Hércules frente al Huesca. En la temporada 2009/10 fichó por el filial del Real Madrid, el Real Madrid Castilla. El 31 de enero de 2011 se marcha cedido al Halmstad de la primera división sueca. En ese mismo año, regresa al filial del Madrid, pero ante la falta de minutos de juego decide rescindir el contrato y aceptar la oferta del Albacete Balompié en enero de 2012, firmando un contrato hasta el 30 de junio de 2013.
En enero de 2013 la Comisión Directiva del Albacete Balompié aprobó la salida temporal del primer plantel de la institución hasta junio como cedido al UD San Sebastián de los Reyes.
En julio de 2013 volvió al Albacete Balompié después de cuajar una magnífica cesión en el UD San Sebastián de los Reyes quedando campeón con Albacete Balompié de la 2.º división B, disputando 21 partidos en la temporada.

### Selección nacional
En noviembre de 2008 fue convocado por la selección española sub-20. Posteriormente también lo hizo con la sub-21, y más tarde debutó con la selección Sub-19, marcando su primer gol con la camiseta roja. Disputó con la selección Sub-19 el campeonato preeuropeo en Estonia, clasificando España para el campeonato europeo en Ucrania.

## Clubes
| Club                    | País              | Categoría                  | Temporada  | Encuentros disputados | Goles |
| ----------------------- | ----------------- | -------------------------- | ---------- | --------------------- | ----- |
| Hércules "B"            | Bandera de España | Regional Preferente        | 2008- 2009 | 9                     | 0     |
| Hércules CF             | Bandera de España | Segunda División           | 2008-2009  | 10                    | 1     |
| R. Madrid Castilla      | Bandera de España | Segunda División B         | 2009-2010  | 15                    | 0     |
| Halmstads BK (cedido)   | Bandera de Suecia | Allsvenskan                | 2010-2011  | 14                    | 1     |
| Albacete Balompié       | Bandera de España | Segunda División B         | " "        | 8                     | 0     |
| Albacete Balompié       | Bandera de España | Segunda División B         | 2011-2012  | 4                     | 0     |
| UD Sanse (cedido)       | Bandera de España | Segunda División B         | " "        | 12                    | 0     |
| Albacete Balompié       | Bandera de España | Segunda División B         | 2012-2013  | 5                     | 0     |
| Albacete Balompié       | Bandera de España | Segunda División B         | 2013-2014  | 21                    | 0     |
| Club Deportivo Guijuelo | Bandera de España | Segunda División B         | 2014-2019  | 32                    | 3     |
| AEK Larnaca             | Bandera de Chipre | Primera División de Chipre | 2019-2020  | 20                    | 1     |
| Hércules CF (cedido)    | Bandera de España | Segunda División B         | 2020       | 7                     | 0     |
| Hércules CF             | Bandera de España | Segunda División B         | 2020-      |                       |       |